# Мауровићи (Бариловић)
Мауровићи су насељено мјесто у општини Бариловић, у Карловачкој жупанији, Република Хрватска.

## Историја
Мауровићи су се од распада Југославије до августа 1995. године налазили у Републици Српској Крајини. До територијалне реорганизације у Хрватској насеље се налазило у саставу бивше општине Дуга Реса.

## Становништво
Према попису становништва из 2011. године, насеље Мауровићи је имало 7 становника.